# Aareschlucht
De Aareschlucht is een kloof die is uitgesleten door de rivier de Aare. De 'Aareschlucht' ligt bij Meiringen in het Berner Oberland, een streek in het hart van Zwitserland. De kloof wordt doorsneden door de rivier de Aare, waarvan de stroming door de nauwe doorgang sterk verhoogd wordt tot ongeveer 12 km/h op het punt dat de rivier de Aareschlucht verlaat. De lengte van de kloof bedraagt 1400 meter; op het smalste punt is de kloof slechts een meter breed. Het hoogste gedeelte van de kloof is 180 meter boven de rivier.
In 1888 is de kloof toegankelijk gemaakt voor publiek door de aanleg van een pad tussen de rotswanden en in 1912 werd er nachtverlichting aan de kloof toegevoegd. De Aareschlucht is een toeristische trekpleister voor de regio geworden en is geopend vanaf begin april tot Allerheiligen. De kloof is behalve vanaf de weg ook te bereiken via de korte spoorlijn Meiringen - Innertkirchen die een tweetal stations heeft in de rotswand langs de kloof: aan de kant van de uitgang bij Meiringen het station Aareschlucht West en bij de oostelijke ingang bij Innertkirchen het station Aareschlucht Ost dat zich in een tunnel in de rotswand bevindt.

## Galerij

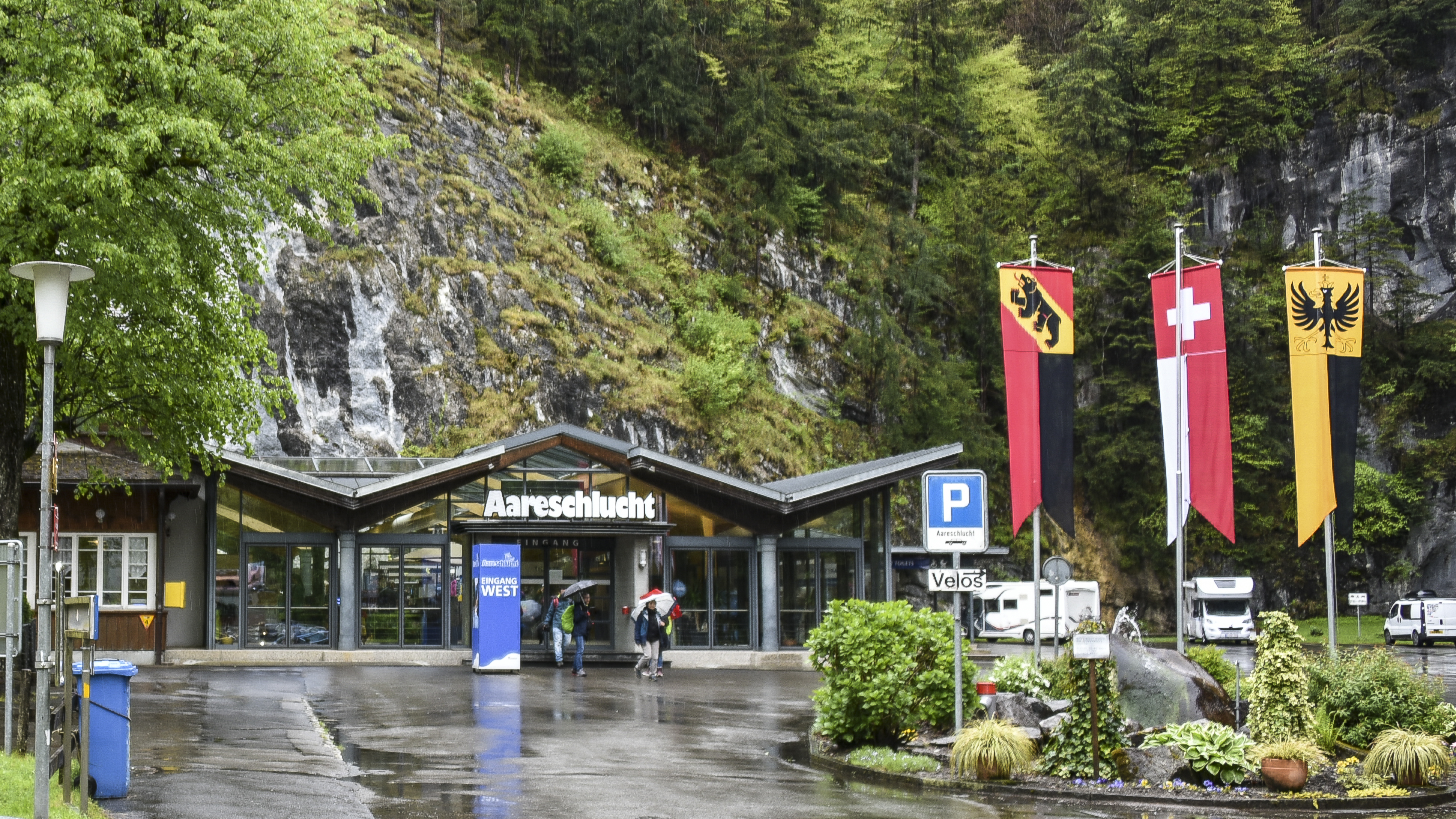
De westelijke toegang
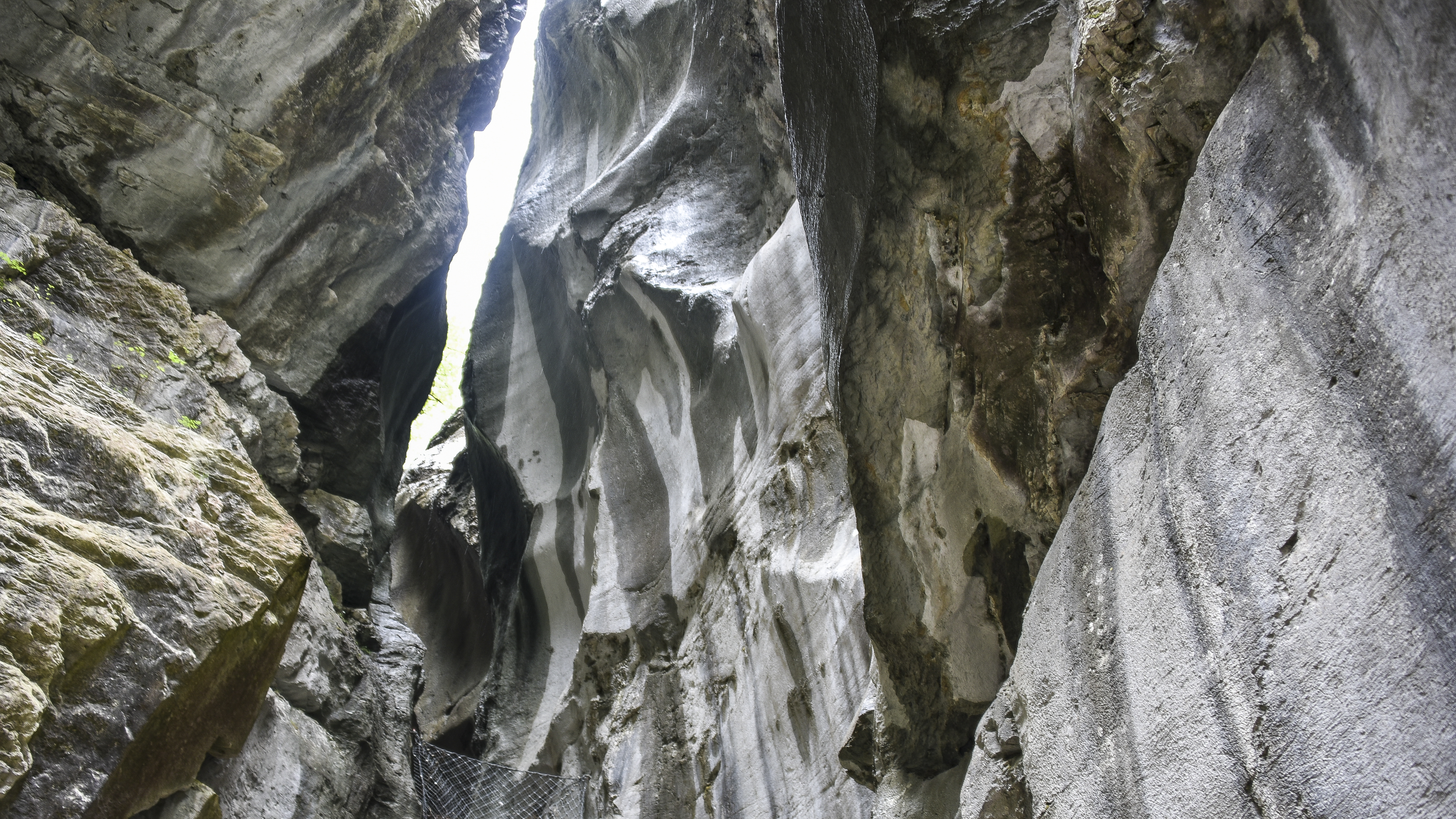
Een gletsjermolen in de kloof
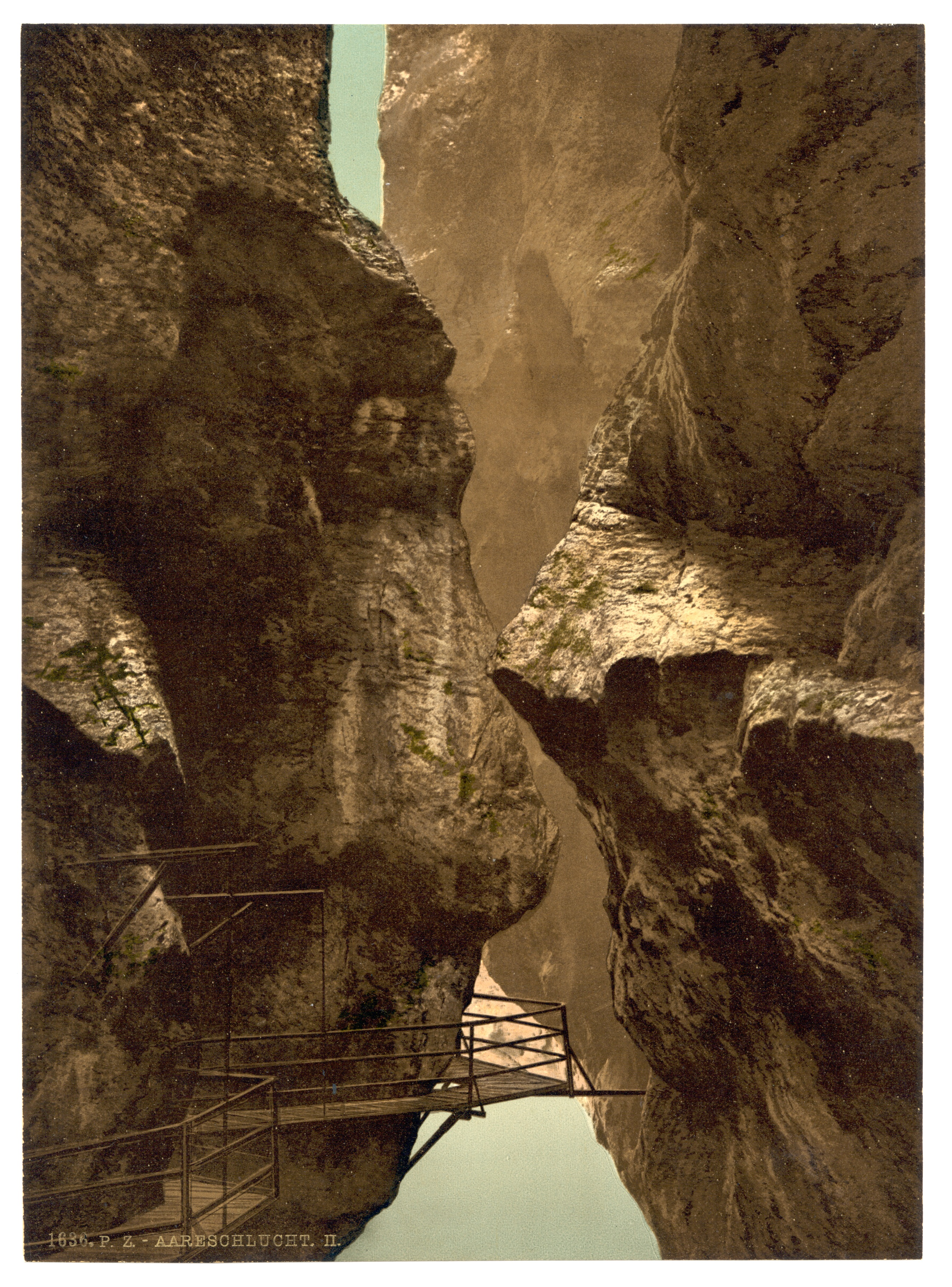
De Aareschlucht in 1900
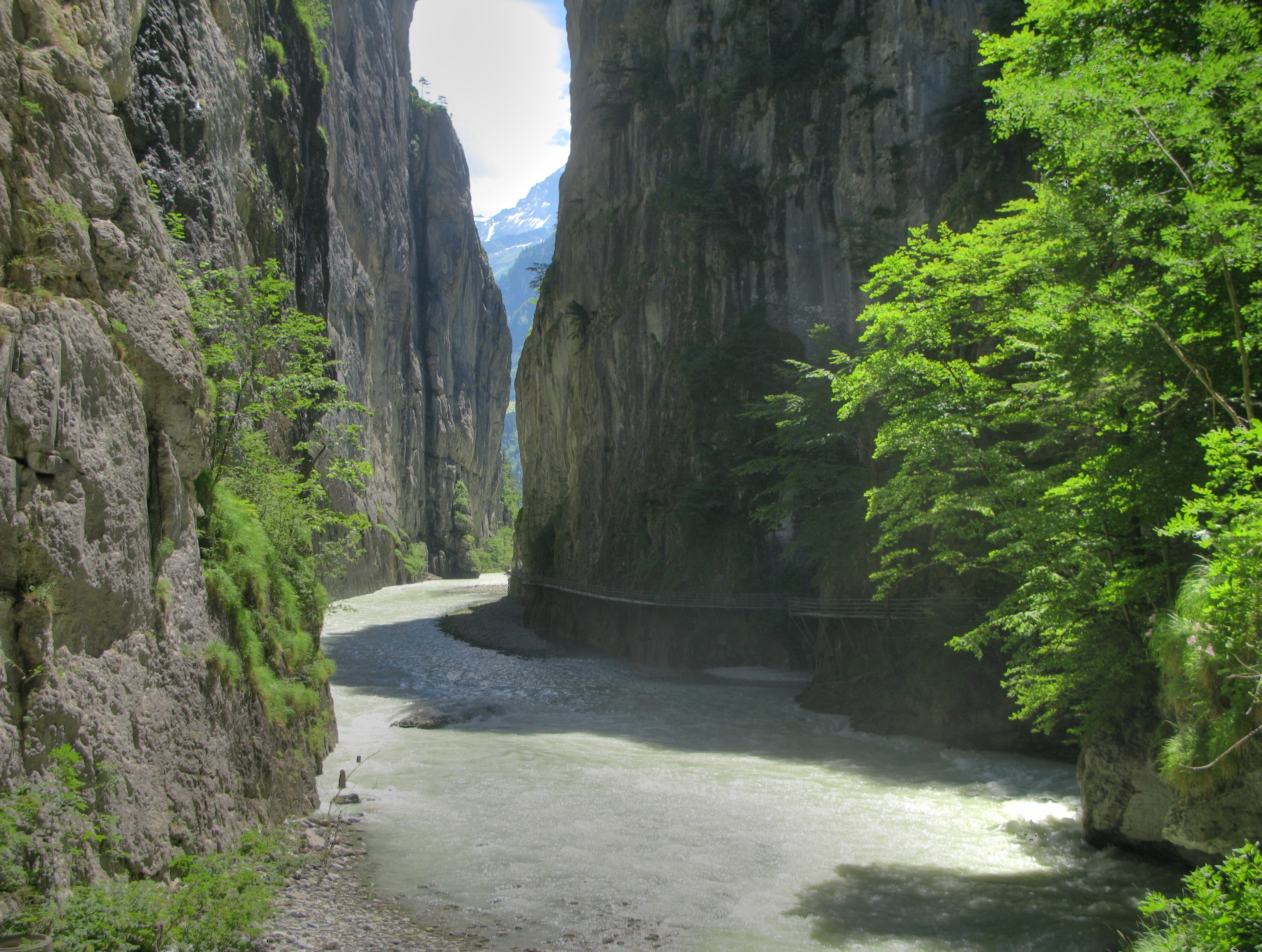
De Aareschlucht in 2008
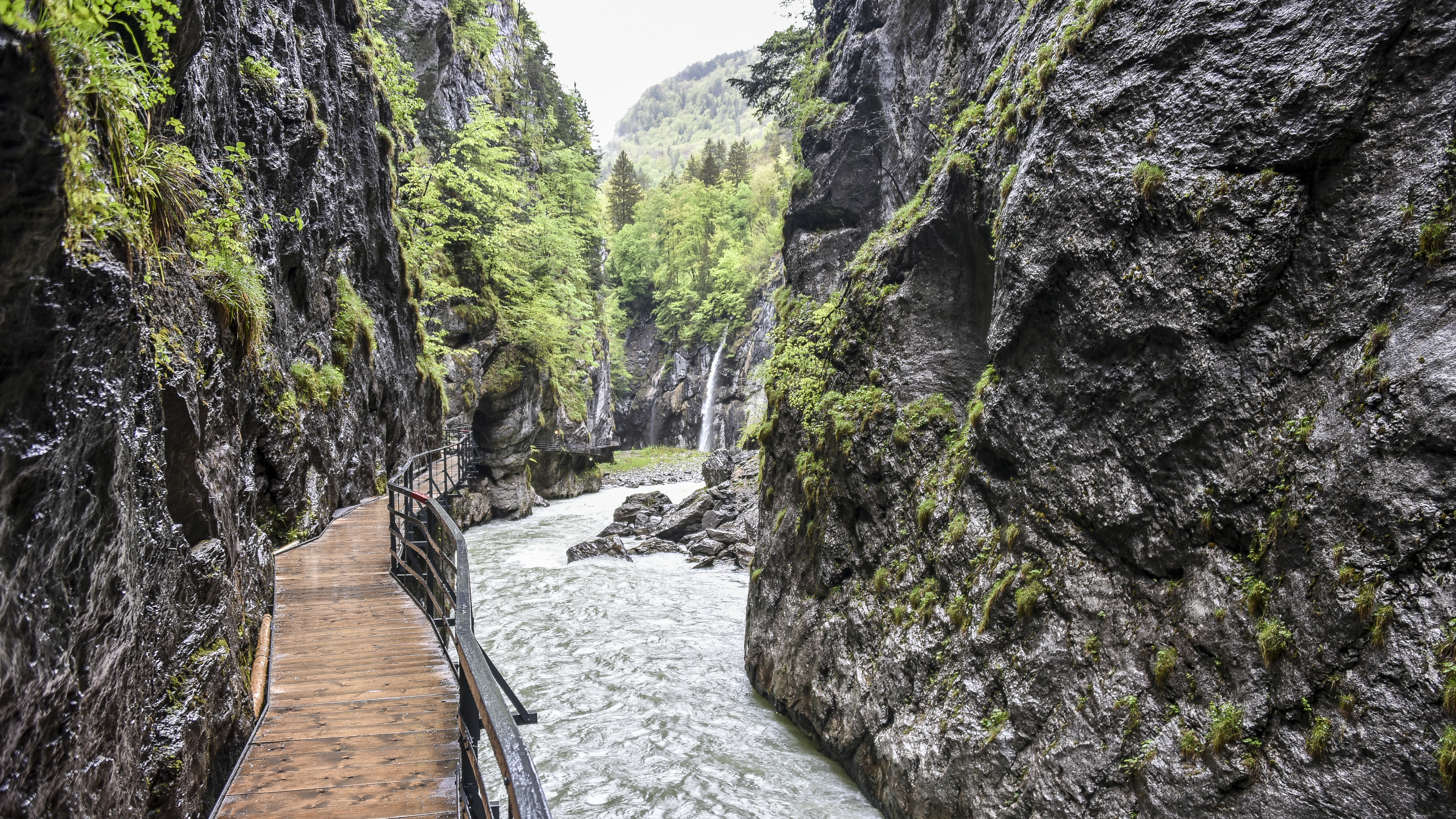
De Aareschlucht in 2024